# Asa no namikimichi
Asa no namikimichi (朝の並木路, lit. "estrada arborizada pela manhã") é um filme de drama japonês de 1936 escrito e dirigido por Mikio Naruse.

## Sinopse
Chiyo, uma jovem camponesa, muda-se para Tóquio na esperança de que sua amiga Hisako, que supostamente trabalha em uma grande empresa na capital, a ajude a encontrar um emprego na cidade. Acontece que Hisako trabalha como recepcionista em um bar sombrio no distrito de Shiba, em Tóquio, sob o nome de Shigeyo. Chiyo, relutante em trabalhar no mesmo emprego que a amiga, tenta encontrar outras vagas disponíveis, mas as ofertas são muito escassas. Enquanto Chiyo lê um jornal, ela fica sabendo de um caso de suicídio duplo de um empresário, que roubou o dinheiro de sua empresa, e de sua amante. Hisako acha romântica a ideia de um duplo suicídio de um casal apaixonado, mas Chiyo discorda e acha absurda a motivação.
Chiyo conhece Ogawa, um cliente de um bar, que se oferece para ajudá-la na procura de um novo emprego. Após repetidas rejeições, Chiyo finalmente começa a trabalhar como atendente de bar e acaba ficando bêbada com Ogawa em certa noite. Mais tarde, eles saem de férias juntos, para visitar os pais de Chiyo, e começam a morar em apartamentos de alto padrão. Embora Chiyo crie planos, com muita alegria, para seu futuro, a moça começa a ficar irritada com o comportamento errático do companheiro sempre que vê a polícia. Parado por policias, ele arrasta Chiyo para a floresta, e confessa que desviou dinheiro de sua empresa e tenta convencê-la a cometer suicídio com ele. Ao Chiyo se afastar de Ogawa, ela finalmente acordar e descobre que toda sua jornada com Ogawa foi um sonho devido a embriaguez. Ogawa visita Chiyo para dizer a ela que ele foi promovido e enviado a Sendai, e lhe dá seu novo endereço nessa cidadae caso ela queira escrever cartas para ele. Depois que ele sai, Chiyo joga na água o bilhete com seu endereço, determinada a continuar sua busca por um emprego decente.

## Elenco
- Sachiko Chiba como Chiyo
- Heihachirō Ōkawa como Ogawa
- Ranko Akagi como Hisako/Shigeyo
- Nijiko Kiyokawa como Fusako
- Satoko Date como Mitsuko
- Hatsuko Natsume como Fujiko
- Tamae Kiyokawa como Madame
- Masao Mishima como marido da Madame
- Kō Mihashi como pai de Chiyo

## Análise
A biógrafa de Naruse, Catherine Russell, rotula Asa no namikimichi como uma "fantasia romântica", pois liga o sonho de Chiyo, que Russell descreve como "claramente influenciado por uma espécie de filme", à noção romântica de viagem.